# Nicholas Kollerstrom
Nicholas Kollerstrom (13 december 1946) is een Britse astronoom, als astronoom werd hij bekend door zijn historisch werk over de ontdekking van de planeet Neptunus. Maar hij is nog bekender als prominent holocaustontkenner en complotdenker.
Kollerstrom publiceerde in 2008 een essay met de titel The Auschwitz' Gas Chamber' Illusion op een website van Holocaust revisionisten. In dit essay schrijft Kollerstrom dat 'de gaskamers wel bestaan hebben, maar alleen voor de hygiëne'. De gaskamers waren er, aldus Kollerstrom, niet om mensen te doden maar juist om mensen te redden. De doucheruimten die voor gaskamers worden aangezien, waren volgens Kollerstrom gewoon doucheruimten. Kollerstrom beweert ook dat de gevangenen in Auschwitz-Birkenau een gewoon leven leidden, er zou een zwembad zijn geweest waar ze konden zonnen, zwemmen en genieten van waterpolowedstrijden, er waren theatervoorstellingen, filmvertoningen en muziekuitvoeringen. Adolf Hitler wilde weliswaar Duitsland ontdoen van Joden, maar niet door ze te doden maar door ze te verplaatsen naar het Oosten. In het begin zou Hitler zelfs samengewerkt hebben met zionisten, net als de zionisten wilde Hitler voor de Joden een eigen staat stichten. Hier zou Hitler vanaf hebben gezien omdat de Joden anti-Duits waren en omdat Hitler een Joodse staat niet in het belang van de wereldvrede achtte. Dit is overigens exact hetgeen toenmalig propagandaminister Joseph Goebbels de mensen in de jaren 30 van de 20ste eeuw wilde laten geloven. De gevangenen in concentratiekampen zijn volgens Kollerstrom omgekomen doordat de geallieerden Duitsland aanvielen. Tijdens geallieerde bombardementen werden de spoorwegen vernield waardoor de kampen niet meer bevoorraad konden worden. Dit leidde tot voedselschaarste en verhongering en ziekten onder de kampbewoners. Ook de bombardementen zelf kostten gevangenen het leven, aldus Kollerstrom. Voor zover er al bewijs is van de holocaust, zegt Kollerstrom, is dat gemanipuleerd.
Behalve de Holocaust houdt Kollerstrom zich ook bezig met andere omstreden onderwerpen, zo zouden volgens hem de aanslagen in New York van 11 september 2001 geregisseerd zijn door zionisten. Ook achter de aanslagen in Londen op 7 juli 2005 zouden zionisten zitten.
Ten tijde van de publicatie van zijn omstreden essay was Kollerstrom werkzaam voor de University College London (UCL), na publicatie heeft de UCL alle banden met Kollerstrom verbroken. Kollerstrom vindt dat hij beknot wordt in zijn vrijheid van meningsuiting. Kollerstrom wordt gesteund door de door het Iraanse bewind gesteunde zender 'PressTV'. PressTV stelde in 2008 dat Kollerstrom de mond gesnoerd werd ten gunste van de Joden, terwijl de profeet Mohammed wel aangevallen mag worden in het Westen. Volgens PressTV meet het Westen met twee maten.
- Bibsys: 2087115
- Bibliothèque nationale de France: cb14413801w (data)
- CiNii: DA07722717
- Gemeinsame Normdatei: 1145741878
- International Standard Name Identifier: 0000 0000 8130 7688
- Library of Congress Control Number: n83219663
- Nationale bibliotheek van Australië: 36061823
- Nationale Bibliotheek van Israël: 987007430385005171
- Nederlandse Thesaurus van Auteursnamen: 238184870
- Système universitaire de documentation: 061785555
- Virtual International Authority File: 51904842
- WorldCat: E39PBJkMKr9jCGfTvfcxvGQjG3